# Discovery (album de Mike Oldfield)
Pour les articles homonymes, voir Discovery.
Albums de Mike Oldfield
Crises
(1983) The Killing Fields
(1984)
Singles
1. To France
Sortie : juin 1984
2. Tricks of the Light
Sortie : septembre 1984

Discovery est le neuvième album du musicien britannique Mike Oldfield. Il est paru en 1984. Il présente des chansons de style pop, à l'exception de The Lake, morceau instrumental de plus de douze minutes qui conclut l'album. Les chansons font alterner au chant Maggie Reilly et Barry Palmer, ce dernier ayant été entendu avec le groupe progressif allemand Triumvirat. La chanson Tricks of the Light présente les deux artistes en duo. 

## Pistes de l'album
| No | Titre                                              | Durée |
| -- | -------------------------------------------------- | ----- |
| 1. | To France (Maggie Reilly)                          | 4:37  |
| 2. | Poison Arrows (Barry Palmer)                       | 3:57  |
| 3. | Crystal Gazing (Maggie Reilly)                     | 3:02  |
| 4. | Tricks of the Light (Maggie Reilly & Barry Palmer) | 3:52  |
| 5. | Discovery (Barry Palmer)                           | 4:35  |
| 6. | Talk About Your Life (Maggie Reilly)               | 4:24  |
| 7. | Saved by a Bell (Barry Palmer)                     | 4:39  |
| 8. | The Lake (instrumental)                            | 12:10 |